# 금일동초등학교 우도분교
금일동초등학교 우도분교는 대한민국 전라남도 완도군 금일읍 사동리 372에 있었던 초등학교 분교이다.

## 연혁
- 일자미상 소랑국민학교 우도분교 설립 인가
- 1955년 7월 6일 우도분교장 개교
- 1967년 4월 1일 도서벽지학교 '을'급 지정
- 1968년 5월 1일 도서벽지학교 '갑'급 조정
- 1973년 3월 1일 도서벽지학교 '을'급 조정
- 1986년 1월 1일 도서벽지학교 '나'급 조정
- 1989년 9월 1일 도서벽지학교 '가'급 조정
- 1992년 9월 1일 금일동국민학교 우도분교 개편
- 1996년 3월 1일 금일동초등학교 우도분교 개편
- 1998년 3월 1일 폐교 및 금일동초등학교 통폐합